# Hadroepistenia
Hadroepistenia is een geslacht van vliesvleugeligen uit de familie Pteromalidae. De wetenschappelijke naam van dit geslacht is voor het eerst geldig gepubliceerd in 2003 door Gibson.

## Soorten
Het geslacht Hadroepistenia omvat de volgende soorten:
- Hadroepistenia erwini Gibson, 2003
- Hadroepistenia glabra Gibson, 2003